# Herco Uniken Venema
Herco Ædsge Uniken Venema (5 juli 1957) is een Nederlands jurist en voormalig rechter.
Uniken Venema was vanaf 1983 werkzaam als advocaat bij Pels Rijcken & Droogleever Fortuijn te Den Haag, het kantoor van de landsadvocaat. In 1995 verruilde hij de advocatuur voor de rechterlijke macht en werd hij rechter bij de Rechtbank Utrecht, waar hij later vicepresident en sectorvoorzitter van de sector handels- en familierecht werd. Per 1 maart 2002 werd hij benoemd tot president van de Rechtbank Arnhem, nadat Dick van Dijk was benoemd tot lid van de Raad voor de rechtspraak. Drie jaar later werd hij lid van het college van procureurs-generaal, het bestuur van het Openbaar Ministerie. In 2007 keerde hij weer terug naar de rechterlijke macht, ditmaal als president van de Rechtbank Utrecht. Tijdens zijn presidentschap vond een herziening van de gerechtelijke kaart plaats, waarbij de Rechtbank Utrecht werd samengevoegd met een deel van de Rechtbank Zwolle-Lelystad tot de Rechtbank Midden-Nederland. In 2016 werd Uniken Venema als president opgevolgd door Julia Mendlik.